# Eurogame
Eurogame ist eine Art von kompetitiven und strategischen Gesellschaftsspielen. Die Spiele zeichnen sich in der Regel durch den Fokus auf eine Spielmechanik, wenig bis keine Zufallselemente, notwendiges Ressourcenmanagement, das fehlende vorzeitige Ausscheiden von Spielern und ein festes Spielende aus. Der Begriff ist nicht offiziell definiert und so gibt es leicht unterschiedliche Beschreibungen der Charakteristika eines Eurogames. Der Begriff steht nicht für die Herkunft eines Spieles. Eurogames werden auch von Spieleautoren außerhalb Europas entwickelt.
Der Begriff Eurogames ist ursprünglich aus der Bezeichnung German Games oder German-style Games entstanden. Damit wurden bereits in den 70er und 80er Jahren eine bestimmte Art Brettspiel bezeichnet, welche gerade populär wurden und damals alle aus Deutschland kamen. Als diese Art von Spiel in Amerika erfolgreich wurde etablierte sich der Begriff Eurogame.
Der Begriff ist ein Anglizismus und Teil des Soziolekts der Brettspiel-Gemeinschaft. Er entwickelte sich aus dem Bedürfnis der Brettspielgemeinschaft, Spiele nach ihren Hauptmerkmalen und dem Spielgefühl schnell einordnen zu können. Neben dem Begriff Eurogame gibt es viele weitere Begriffe um die Art eines Gesellschaftsspiels zu beschreiben (z. B. Ameri-Style).

## Charakteristika
Die folgenden Charakteristika werden einem Eurogame von der Gemeinschaft der Brettspieler zugesprochen.
- Ein Eurogame ist ein kompetitives Gesellschaftsspiel. Im Gegensatz zum kooperativen Spiel sind die Spieler im Wettstreit um den Sieg.[5] Die Spiele haben i. d. R. eine Mindest-Spieleranzahl von 2 und können je nach Spiel mit maximal 4, 5 oder 6 Spielern gespielt werden.[5]
- Ein Eurogame hat i. d. R. eine sehr ausgeklügelte Spielmechanik. Siegpunkte können auf unterschiedliche Weise errungen werden und unterschiedliche Strategien können zum Sieg führen.[1][3][4][5][6][7][8] Die Spieler können und müssen häufig mehrere Spielzüge vorausplanen und dabei auch die Strategien der Mitspieler erahnen und berücksichtigen. Die Spielmechanik setzt dabei auf wenig bis keine Zufallselemente.[1][2][3][4][5][7][9] Wenn Zufallselemente genutzt werden, betreffen sie i. d. R. alle Spieler gleichzeitig. Wie komplex die Spielmechanik ist, hängt von der Zielgruppe ab. Eurogames gibt es als Familien-, Kenner- oder Expertenspiel.[1][3][4] Familienspiele haben eine einfachere Mechanik, dass auch Kinder mitspielen können. Expertenspiele sind sehr komplex, richten sich an erfahrene Spieler und bieten den Spielern eine größere Herausforderung.

- Da bei Eurogames unterschiedliche Strategien zum Spielsieg führen können, muss auch der Erfolg oder Misserfolg unterschiedlicher Strategien bewertet werden. Dies geschieht i. d. R. durch eine Siegpunkt-basierte Siegerwertung.[3][4][5][8][9] D. h. die Spieler versuchen über ihre Strategie möglichst viele Siegpunkte zu erspielen und der Spieler, der am Ende des Spiels die meistens Siegpunkte hat oder der Spieler, der als erstes eine gewissen Anzahl von Siegpunkten erreicht, gewinnt das Spiel. Bei vielen Eurogames werden die Siegpunkte mit einer Kramerleiste gezählt.[4] Die Wertungssysteme von Eurogames enthalten oft Boni am Ende des Spiels oder versteckte Punkte, die das Ergebnis verändern können.[5]
- Häufig ist in Eurogames Ressourcenmanagement ein Teil der Spielmechanik. D. h. es geht darum Ressourcen zu sammeln, zu handeln oder zu tauschen und schließlich diese Ressourcen in Siegpunkte umzuwandeln.[1][3][5][8][9] Dabei sind die Ressourcen häufig Mangelware, sodass die Spieler um die zu wenigen Ressourcen wetteifern.
- Bei Eurogames scheidet kein Spieler vorzeitig aus dem Spiel aus.[1][2][3][4][5][7] Dies wird i. d. R. dadurch gelöst, dass ein Spieler einmal auf dem Spielfeld platziertes Spielmaterial eines anderen Mitspielers, mit Ausnahme der oben genannten Ressourcen, nicht wieder vom Spielplan entfernen kann. Häufig geht es darum, dass die Spieler in bestimmten Bereichen des Spielfelds ihr eigenes Spielmaterial zuerst platzieren.[2] Beispiele sind hier Zug um Zug oder Brass Brimingham, bei denen die Spieler bestimmte Zugstrecken vor den Mitspielern errichten wollen und wenn eine Zugstrecke einmal gebaut ist, gibt es keine Möglichkeit mehr, dem Mitspieler diese wieder abzunehmen oder dort eine eigene Zugstrecke zu platzieren. Beispiel für gegensätzliche Spielmechaniken anderer Arten von Brettspielen wären Risiko oder Blood Rage, bei denen es im Wesentlichen darum geht den anderen Spielern Spielfelder wieder abzunehmen. Dies schließt nicht aus, dass die Spielregeln eines Eurogames zu einem bestimmten Zeitpunkt im Spiel, gewisses Spielmaterial aller Spieler entfernen (z. B. bei Brass Birmingham).
- Eurogames haben i. d. R. ein festes Spielende.[2][4][5] D. h. es wird entweder eine bestimmte Anzahl von Runden gespielt (z. B. Terra Mystica), bis ein Spieler eine bestimmte Anzahl von Siegpunkten erreicht hat (z. B. Die Siedler von Catan) oder bis eine bestimmte Ressource aufgebraucht ist (z. B. Village).[5] Im Gegensatz dazu stehen Spiele wie Monopoly, die theoretisch endlos gespielt werden können.
- Eurogames haben ein festes Thema.[7] Dabei geht es häufig darum etwas zu besiedeln oder mit etwas zu handeln. Als Eurogames populär wurden hatten viele Spiele das Mittelalter oder die Antike als Thema.[1][3] Seit den 2000er werden auch viele Eurogames mit anderen Themen veröffentlicht (z. B. AquaSphere oder Terraforming Mars).[1][4] Bei Eurogames wird das Thema aber häufig der Spielmechanik untergeordnet.[1][2][3][5][7] Dies führt teilweise sogar dazu, dass das Thema des Spiels aufgesetzt wirkt.[3]

## Historie
Der Begriff Eurogames ist ursprünglich aus der Bezeichnung German Games oder German-style Games entstanden.
Damit wurden bereits in den 80er Jahren eine bestimmte Art Brettspiel bezeichnet, welche gerade populär wurden und damals alle aus Westdeutschland kamen. Die ersten Eurogames, die so noch nicht genannt wurden, war eine Reihe von Spielen unter dem Namen 3M Bookshelf Series des Verlags 3M Games. Die Serie wurde von 1962 bis 1974 veröffentlicht.
Die deutschen waren noch geprägt von der Ereignissen des Zweiten Weltkriegs und dies spiegelte sich auch in Brettspielen jener Zeit wieder. So gab es in Westdeutschland kaum Gesellschaftsspiele mit Krieg als Thema. Die Spieleautoren fokussierten sich auf Spiele mit den Themen Bauen, Produzieren und Wirtschaftskreisläufe.
Das Spiel Die Siedler von Catan, das 1995 auf den Markt kam und mit seinem Erfolg die Erwartungen bei weitem übertraf ebnete den Weg dieser Art von Spielen in die Vereinigten Staaten. Es war zwar nicht das erste Eurogame und auch nicht das erste, das außerhalb Deutschlands populär wurde, aber es wurde erfolgreicher als alle seine Vorgänger. Allein in Deutschland wurden Millionen von Exemplaren verkauft. Der Erfolg des Spiels weckte neues Interesse, Investitionen und Aufmerksamkeit für dieses Genre von Brettspielen, bei denen Planung und Verhandlung statt direktem Konflikt im Vordergrund stehen.
Als sich der Markt ausweitete, begannen einige Spieleautoren komplexere Spiele zu entwickeln, die oft als Kenner- oder Expertenspiele bezeichnet werden. Titel wie Agricola (2007) von Uwe Rosenberg und Terra Mystica (2012) von Helge Ostertag und Jens Drögemüller boten ein detaillierteres Ressourcenmanagement, längere Spielzeiten und eine größere Entscheidungstiefe. Diese Spiele boten oft mehrere Wege zum Sieg und sorgten so für einen hohen Wiederspielwert und eine Vielzahl von Strategien für Liebhaber. Die Einwohner Deutschlands kauften 2009 pro Kopf mehr Brettspiele als in jedem anderen Land.
Heute sind Eurogames nach wie vor ein wichtiges Segment der Brettspielindustrie. Ein Großteil der Spiele in den TOP100 der größten Boardgame-Community-Website BoardGameGeek sind Eurogames.

## Abgrenzung
Autorenspiele entwickelten sich in einen ähnlichen Zeitraum als Eurogames populär wurden und ebenfalls in Westdeutschland. 1988 verlangten deutsche Spieleautoren auf der Spielwarenmesse in Nürnberg dieselbe Anerkennung ihrer Autorenschaft wie Buchautoren. Mit der Bierdeckel-Proklamation 1988 schlossen sich verschiedene Autoren zusammen und wollten nur noch Spiele an einen Spieleverlag verkaufen, wenn der Name des Spieleautors vorne auf der Schachtel des Spiels genannt wird. Die Nennung des Autors auf der Schachtel ist aber keine Charakteristik eines Eurogames. Bei Neuerscheinungen wird häufig der Spieleautor auf der Schachtel genannt unabhängig von der Art des Spiels. Trotzdem ist bei Eurogames der Autor des Spiels wichtiger. Während die Autoren Ameri-Style-Games im Allgemeinen nicht so wichtig für die Käufer sind, haben einige Eurogame-Spieleautoren eine große Anhängerschaft.
Viele Eurogames bieten ein eigenes Regelwerk als mit einer Einzelspielervariante an bei der Spieler gegen das Brett spielt. Dieses Regelwerk wird i. d. R. schon mit dem Spiel ausgeliefert und häufig Automata-Variante genannt. Es gibt aktuell noch keine Belege dafür, dass solche Einzelspielervarianten immer noch ein Eurogame sind oder nicht.   